# Al Batin FC
Al Batin Football Club (arabsky: نادي الباطن) je saúdskoarabský fotbalový klub z města Hafar Al Batin, který byl založen roku 1979. V současné době hraje nejvyšší saúdskoarabskou ligu Saudi Pro League. Domácí zápasy hraje na Al-Batin Club Stadium s kapacitou 6 000 míst.